# Ferdinand Trendelenburg
Ferdinand Carl Adolph Trendelenburg (Leipzig, 25 de junho de 1896 — Erlangen, 19 de novembro de 1973) foi um físico alemão.

## Obras selecionadas
- Die Wirkungsweise des Thermophones. Dissertation, Göttingen 1922
- Handbuch der Physik. Band 8 – Akustik, Springer, Berlin 1927
- Klänge und Geräusche – Methoden und Ergebnisse der Klangforschung, Schallwahrnehmung, grundlegende Fragen der Klangübertragung. Springer, Berlin 1935
- Über die Ermittlung der Verschlußzeit der Stimmritze aus Klangkurven von Vokalen. De Gruyter, Berlin 1937
- Neuere Fragen der Klangforschung. Berlin 1938
- Einführung in die Akustik. Springer, Berlin 1939 (3. Auflage 1961)
- Fortschritte der physikalischen und technischen Akustik. Akademische Verlagsgesellschaft, Leipzig 1932 und 1934
- Aus der Geschichte der Forschung im Hause Siemens. VDI Verlag, Düsseldorf 1975